# نظام شموس
نظام شموس نظام الكتروني ينقل معلومات المتعاملين مع المنشآت الخاصة إلكترونياً في السعودية إلى مركز المعلومات الوطني بوزارة الداخلية. تدير المشروع شركة علم لصالح وزارة الداخلية السعودية . يستهدف المشروع عدد كبير من القطاعات التجارية لتسجيل بيانات المتعاملين معها. أيضا يتيح النظام لوزارة الداخلية تحديد أي نشاط ترى إضافته شرط أن يتم التنسيق مع الجهة الحكومية ذات العلاقة.
ورغم ان الهدف المعلن من الخدمة هو توفير قواعد بيانات مركزية عن المعلومات السياحية لغايات إحصائية ولتطوير التعاون المشترك في الأعمال  إلى ان المشروع لايخلو من هدف امني أساسي لاستخدامه وهو مراقبة المطلوبين أو المخالفين في السعودية .

## القطاعات المستهدفة
حاليا تصل إلى ما يزيد على 15 قطاعا من أبرزها :
- شركات نقل المركبات،
- شركات النقل الجماعي،
- شركات تأجير السيارات،
- تشاليح السيارات،
- المجمعات السكنية،
- مكاتب العقار، والخدمات،
- الأندية الصحية،
- مكاتب السفر والسياحة،
- شركات الحراسات الأمنية،
- الفنادق بكافة فئاتها، والدور السكنية،
- محلات بيع الذهب والمجوهرات،
- مكاتب الترحيل والنقل البري،

## قائمة النشاطات التي لايسري عليها نظام شموس
- مقاهي الإنترنت
- محلات بيع وشراء الأثاث المستعمل
- مواقف تأجير السيارات [3]

## لمحة تاريخية عن شموس
- المرحلة الأولى في 1414هـ: كانت شموس تتغذى من القطاع الخاص يدوياً بإرسال معلومات المتعاملين مع القطاع الخاص عن طريق الفاكس للجهات ذات العلاقة.
- المرحلة الثانية في 1421هـ: تطورت شموس لتكون عن طريق تطبيقات يتم تطويرها عن طريق مقدمي خدمات شموس للقطاع الخاص وتجمع في قواعد بيانات مركز المعلومات الوطني.
- المرحلة الثالثة 1430هـ: تدشين شموس باستخدام تقنية الويب وتقديمها لشريحة أكبر من القطاع الخاص.[4]

## آلية التسجيل في نظام شموس
- يقوم صاحب المنشأة بمراجعة الجهات المرخصة لمنشآته عند إصدار ترخيص جديد أو تجديد ترخيص.
- تقوم الجهة المرخصة بإصدار الترخيص أو تجديده حسب الاجراءات المتبعة لديها واعطاء صورة من الترخيص لصاحب المنشأة وخطاب موجه إلى إدارة التحريات والبحث الجنائي في شرطة المنطقة التابع لها بطلب الإفادة عن الارتباط بنظام شموس.
- يقوم صاحب المنشأة بالدخول على موقع التسجيل في نظام شموس (http://www.shomoos.gov.sa) ومن ثم اختيار «تسجيل» وبعد ذلك تعبئة جميع المعلومات والبيانات الخاصة به، ويقوم برفع صورة من الوثائق في الموقع.
- بعد اكتمال التسجيل وحفظ البيانات سوف يقوم النظام آلياً بإصدار رقم مرجعي (يجب حفظ هذا الرقم للمراجعة).
- يقوم صاحب المنشأة بالذهاب إلى البحث والتحري في منطقته مصطحباً الرقم المرجعي وخطاب الجهة المرخصة وصورة الهوية وصورة الترخيص.
- يقوم مشرف النظام في البحث والتحري بدوره بالتحقق من الوثائق ومن ثم يقوم بتفعيل اشتراك صاحب المنشآت آليا.
- يتم إصدار خطاب آلي من النظام يعطى لصاحب المنشأة ليقوم بمراجعة الجهات المصدرة للتراخيص لاستلام ترخيصه.
- بعد أن يتم تفعيل الاشتراك من الجهات الأمنية سيتم إرسال كلمة السر واسم المستخدم برسالة نصية على جوال المستخدم الرئيسي للدخول على النظام وإرسال معلومات العملاء.
- يبدأ صاحب المنشآت بإرسال بيانات عملائه بواسطة نظام شموس للجهات الأمنية وبدون توقف من خلال الرابط الموضح أعلاه.

## وصلات خارجية
موقع نظام شموس